# Layqa Qullu
Layqa Qullu (aymara, också Laica Kkollu, Layca Kkollu, Laicakollu) är en bergstopp i Bolivia.   Den ligger i departementet La Paz, i den centrala delen av landet, 400 km nordväst om huvudstaden Sucre. Toppen på Layqa Qullu är 6 166 meter över havet.
Terrängen runt Layqa Qullu är huvudsakligen mycket bergig. Trakten är glest befolkad. Närmaste större samhälle är Cohoni, 7,7 km sydväst om Layqa Qullu. 